# David Ospina
David Ospina Ramírez (ur. 31 sierpnia 1988 w Medellín) – kolumbijski piłkarz występujący na pozycji bramkarza w kolumbijskim klubie Atlético Nacional oraz w reprezentacji Kolumbii. Posiada również obywatelstwo francuskie. Dwukrotny brązowy medalista Copa América (2016, 2021).

## Kariera klubowa
Karierę piłkarską rozpoczął w Atlético Nacional i w 2005 jako 17-latek zadebiutował w jego barwach w lidze kolumbijskiej. Rozegrał tylko dwa spotkania w lidze i został mistrzem Kolumbii, a od 2006 stał się podstawowym bramkarzem Atlético Nacional. Natomiast w 2007 swoją postawą przyczynił się do wywalczenia przez Atlético Nacional zarówno mistrzostwa fazy Apertura, jak i Clausura. Do lata 2008 rozegrał w tym klubie 95 ligowych spotkań.
Latem 2008 przeszedł za 2 miliony euro do francuskiego OGC Nice odrzucając tym samym ofertę argentyńskiego Boca Juniors. W klubie z Nicei został rezerwowym dla Lionela Letiziego. W Ligue 1 zadebiutował 18 października w wygranym 2:1 wyjazdowym meczu z AS Monaco.
27 lipca 2014 podpisał 4-letni kontrakt z Arsenalem.
W Arsenalu zadebiutował 23 września 2014 w meczu Capital One Cup przeciwko Southampton przegranym przez Kanonierów 1:2. Jego debiut w Premier League miał miejsce 11 stycznia 2015 roku w meczu ze Stoke City.
17 sierpnia 2018 Ospina został wypożyczony z Arsenalu przez SSC Napoli na sezon 2018/2019, po którym SSC Napoli wykupiło zawodnika.
11 lipca 2023 podpisał dwuletni kontrakt z saudyjskim klubem Al-Nassr.

## Kariera reprezentacyjna
Ospina występował najpierw w reprezentacji Kolumbii U-20, z którą wystąpił na Mistrzostwach Świata U-20 w Holandii, a następnie w kadrze U-21. 7 lutego 2007 zadebiutował w pierwszej reprezentacji w przegranym 1:3 towarzyskim spotkaniu z Urugwajem. Bronił na Mistrzostwach Świata 2014 w Brazylii.

## Sukcesy

### Kolumbia
Copa América
- 3. miejsce: 2016
- 3. miejsce: 2021

### Rekordy
- Najwięcej występów w historii reprezentacji Kolumbii: 128 meczów